# Persone uccise negli anni di piombo (1976)
Di seguito viene riportata una sintetica cronologia delle vittime provocate in Italia durante gli anni di piombo nel 1976.

## Vittime del 1976
| Data         | Nome comune                         | Località           | Responsabili | Vittime | Note |
| ------------ | ----------------------------------- | ------------------ | --- | --- | --- |
| 27 gennaio   | Strage di Alcamo Marina             | Alcamo             | Ignoti | Carmine Apuzzo e Salvatore Falcetta (carabinieri)                                                                         | Vincenzo Ferrantelli, Giuseppe Gulotta, Giovanni Mandalà e Gaetano Santangelo, condannati con sentenza definitiva, sono stati dichiarati non colpevoli nel processo di revisione. |
| 15 marzo     | Uccisione di Mario Marotta          | Roma               | Lucio Lucentini (poliziotto) | Mario Marotta (civile) | L'agente Lucio Lucentini sparò contro manifestanti di estrema sinistra uccidendo un passante. |
| 7 aprile     | Omicidio di Mario Salvi             | Roma               | Domenico Velluto (agente di P.S.) | Mario Salvi (Autonomia Operaia)                                                                                           | Ucciso durante gli scontri con le forze dell'ordine. |
| 27 aprile    | Omicidio di Gaetano Amoroso         | Milano             | Walter Cagnani, Gilberto Cavallini, Angelo Croce, Gian Luca Folli, Claudio Forcati, Luigi Fraschini, Marco Meroni, Antonio Pietropaolo e Danilo Terenghi (MSI) | Gaetano Amoroso (Comitato rivoluzionario antifascista)                                                                    | Angelo Croce è riconosciuto l'autore materiale dell'omicidio. |
| 29 aprile    | Omicidio di Enrico Pedenovi         | Milano             | Enrico Galmozzi, Bruno La Ronga e Giovanni Stefan (Comitati comunisti rivoluzionari)                                                                           | Enrico Pedenovi (consigliere provinciale del MSI)                                                                         | Ucciso da militanti di sinistra che stavano creando le strutture di Prima Linea. |
| 28 maggio    | Omicidio di Luigi Di Rosa           | Sezze              | Pietro Allatta (MSI) | Luigi Di Rosa (PCI) | Malgrado la sentenza giudiziaria condanni Allatta la perizia balistica evidenzia come due proiettili diversi abbiano colpito Di Rosa. Sandro Saccucci, eletto deputato con il MSI e successivamente espulso dal partito, fuggì in Argentina e nel 1985 fu assolto dall'accusa di concorso morale in omicidio. |
| 8 giugno     | Omicidio del giudice Francesco Coco | Genova             | Ignoti membri delle Brigate Rosse | Francesco Coco (Procuratore generale della Repubblica), Giovanni Saponara (agente di P.S.) e Antioco Dejana (carabiniere) | Nel volantino di rivendicazione i brigatisti scrissero: «Il 20 giugno si potrà solo scegliere chi realizzerà lo Stato delle multinazionali, chi darà l'ordine di sparare ai proletari. Chi ritiene oggi che per via elettorale si potranno determinare equilibri favorevoli al proletariato... indica una linea avventuristica e suicida. L'unica alternativa al potere è la lotta armata per il comunismo». Francesco Coco fu il primo magistrato ad essere ucciso durante gli anni di piombo. |
| 10 luglio    | Omicidio di Vittorio Occorsio       | Roma               | Pierluigi Concutelli e Gianfranco Ferro (Ordine Nuovo) | Vittorio Occorsio (magistrato)                                                                                            | I terroristi gli sbarrano la strada mentre è a bordo di una Fiat 125, poi uno di loro spara col mitra uccidendo il magistrato. |
| 1º settembre | Omicidio di Francesco Cusano        | Biella             | Lauro Azzolini e Calogero Diana (Brigate Rosse) | Francesco Cusano (vicequestore aggiunto)                                                                                  | I due brigatisti furono condannati a 30 anni nel 1981. |
| 5 settembre  | Omicidio di Pierantonio Castelnuovo | Lecco              | Sebastiano Calio, Salvatore Elio, Angelo Lo Coco, Pierino Marchio, Angelo Musolino e Antonio Romeo                                                             | Pierantonio Castelnuovo (PCI)                                                                                             | Fratello dell'attore Nino Castelnuovo, fu ucciso durante la festa dell'Unità. |
| 14 dicembre  | Attentato ad Alfonso Noce           | Roma               | NAP (scontro a fuoco tra nappisti e forze dell'ordine) | Prisco Palumbo (poliziotto) e Martino Zichittella (NAP)                                                                   | Il gruppo dei NAP compì un attentato contro Alfonso Noce, dirigente dei servizi di sicurezza che se la cavò con qualche ferita, mentre morirono l'agente Prisco Palumbo e il nappista Martino Zichitella. |
| 15 dicembre  | Arresto di Walter Alasia            | Sesto San Giovanni | Scontro a fuoco tra Brigate Rosse e Polizia di Stato | Vittorio Padovani e Sergio Bazzega (Polizia di Stato), Walter Alasia (Brigate Rosse)                                      | Walter Alasia rimase ucciso dopo aver freddato il vicequestore Antonio Padovani e il maresciallo Sergio Bazzega. Al funerale lo commemorò Enrico Baglioni, operaio della Magneti Marelli e futuro militante di Prima Linea. |
| 16 dicembre  | Bomba di Piazzale Arnaldo           | Brescia            | Italo Dorini e Giuseppe Piccini (militanti di estrema destra)                                                                                                  | Bianca Gritti Daller (civile)                                                                                             | I due estremisti furono condannati a 30 anni. |